# Хофф, Бенджамен
Бенджамен Хофф (англ. Benjamin Hoff; род. 1946, Силвен, Орегон, США) — американский писатель, фотограф, музыкант, композитор. Многие его книги написаны на философскую тему.

## Биография
Родился и получил среднее образование в штате Орегон.
Затем Хофф отправился в Портленд и поступил в политехнический институт.
Потом поступил в Школу Художественного музея (ныне Тихоокеанский Северо-запад колледж искусств) в Портленде. Помимо вышеупомянутых наук Хофф изучал архитектуру, музыку, графический дизайн и азиатскую культуру.
До своей карьеры писателя, он работал в качестве реставратора, санитара, певца, фотокорреспондента и автора песен. В 2006 году Хофф опубликовал статью на своем сайте под названием «Farewell to Authorship» («Прощай, писательство»), в которой подверг критике издательскую индустрию и объявил о своем уходе из писательского дела. В настоящее время — журналист. С 2010 года Хофф на своём сайте ведёт переписку с сотрудниками исторического общества штата Орегон. Хофф есть в списке самых знаменитых людей в Америке и является одним из 55000 человек из 215 стран перечисленных в списке «Кто есть кто в мире».

## Хобби
Хофф любит играть на классической гитаре и сочинять музыку. Также большую часть времени он посвящает даосской йоге, тайцзицюань, трюковому запуску воздушных змеев, выстругиванию и метанию бумерангов, а также даосскому теннису.

## Награды и достижения
Хофф был удостоен Американской книжной премии в 1988 году за книгу «The Singing Creek Where the Willows Grow».
Книги «Дао Винни-Пуха» и «Дэ Пятачка» становились лучшими бестселлерами по версии «The New York Times». Всего было продано около 1 млн копий книги «Дао Пуха».
«The Singing Creek Where the Willows Grow: The Rediscovered Diary of Opal Whiteley» — биографическая книга об Opal Whiteley, американском писателе из Орегона. Книги «Дао Пуха», «Дэ Пятачка» и «The Singing Creek Where the Willows Grow» были выбраны в «Quality Paperback Book Club».